# Mallidaškuriya
Mallidaškuriya war ein hethitischer Ort nordwestlich des großen Salzsees Tuz Gölü, seine genaue Lage ist unbekannt, Forlanini schlägt als möglichen Ort Çalişhöyük vor, etwa 20 Kilometer östlich von Haymana vor. Der luwische Name bedeutet ‘der zum Honigfeld gehörige’.

## Geschichte
Erstmals wird der Ort im Erlass des Königs Telipinu genannt, wonach sich dort ein Vorratshaus befand. Seine Tochter Ḫarapšili, ihr Mann Alluwamna und deren Kinder wurden von Taḫurwaili nach Mallidaškuriya verbannt, was auf eine Grenzlage des Ortes in damaliger Zeit hindeutet.
Unter König Arnuwanda I. gehörte Mallidaškuriya zur Provinz Kiššiya, welche um Ankara herum lag. Es muss im äußersten Süden dieser Provinz gelegen haben, da es während der Großreichszeit (13. Jh. v. Chr.) zur Provinz Turmitta gehörte, also dem Gebiet beim Salzsee Tuz Gölü.

## Kulte
Das Gebet des Muwattalli II. nennt die Sonnengottheit (dUTU) von Mallidaškuriya. Zudem wurde noch die Göttin Nanaya hier verehrt.